# Председништво СР Србије
Председништво Социјалистичке Републике Србије био је назив за колективног шефа државе у Социјалистичкој Републици Србији, од 1974. до 1991. године.
Иако је Србија постала Република, још 1945. године, као и остале републике СФР Југославије није имала функцију председника Републике већ је функцију шефа државе обављао најпре председник Президијума Народне скупштине, од 1945. до 1953, а потом председник Народне скупштине, од 1953. до 1974. године. Уставом СР Србије из 1974. уведено је Председништво СР Србије, које је имало председника и потпредседника. Оно је настало по узору на Председништво СФРЈ, формирано 1971. године.
Укинуто је доношењем Устава Републике Србије 28. септембра 1990, а постојало је до 11. јануара 1991. када је дотадашњи председник Председништва Слободан Милошевић, након победе на председничким изборима изабран за председника Србије.
Председништво СР Србије имало је 15 чланова — 11 које је бирала Скупштина и четири по положају (до 1988). У прво време мандат председника и Председништва је био четири, а потом две године. У периоду од 1974. до 1991. на челу Председништва СР Србије налазило се седам председника.

## Историјат
Проглашењем Федеративне Народне Републике Југославије, 29. новембра 1945. Србија је постала једна од шест република у њеном саставу. Према Уставу Народне Републике Србије донетом 17. јануара 1947. улогу шефа државе обављао је Президијум Народне скупштине. Конституисањем Народне скупштине Србије, на заседању Антифашистичке скупштине народног ослобођења Србије (АСНОС) 9. априла 1945, Председништво АСНОС постало је Президијум Народне скупштине, на чијем се челу налазио Синиша Станковић.
Изменама Устава ФНРЈ и Устава НР Србије, фебруара 1953. укинут је Президијум Народне скупштине, а улогу републичког шефа државе преузео је председник Народне скупштине, односно председник Скупштине СР Србије, од априла 1963. године. У периоду од фебруара 1953. до маја 1974. председници Скупштине су били – Иса Јовановић (фебруар–септембар  1953), Петар Стамболић (децембар 1953 – април 1957), Јован Веселинов (април 1957 — јун 1963), Душан Петровић Шане (јун 1963 — мај 1967), Милош Минић (мај 1967 — мај 1969), Драгослав Марковић (мај 1969 — април 1974) и Живан Васиљевић (април—мај 1974).
Друштвено-политичком реформом и децентрализацијом југословенске федерације, која је започела на Осмом конгресу СКЈ (1964),  а нарочито након Четвртог и Петог пленума ЦК СКЈ (1966) и Деветог конгреса СКЈ (1969), у циљу остваривања већих права република и покрајина, амандманима на Устав СФРЈ формирано је 30. јуна 1971. Председништво СФРЈ, као колективни орган руковођења. Даље уставне реформе, окончане су доношењем новог Устава СФРЈ 11. фебруара 1974, којим је предвиђено формирање председништва у републикама и аутономним покрајинама.
На заједничкој седници свих већа Скупштина СР Србије 25. фебруара 1974. усвојила је нови Устав Социјалистичке Републике Србије, којим је установљено Председништво СР Србије. Одредбама Устава, као и засебним уставима САП Војводине и САП Косова, формирана су председништва у обе социјалистичке аутономне покрајине. Према Уставу, Председништво СР Србије сачињавало је 11 чланова (председник, потпредседник и 9 чланова), које је бирала Скупштина, као и 4 члана по положају – председник Централног комитета Савеза комуниста Србије, председник Скупштине СР Србије и председници председништва САП Војводине и САП Косова. Поред два члана по положају, покрајине су у Председништву имале и по једног члана међу члановима које је бирала Скупштина, тако да су Војводина и Косово имала укупно по два члана у највишем телу Републике. Усвајањем амандмана на Устав јула 1981. број чланова по положају је смањен искључивањем председника Скупштине СР Србије, а након 1989. искључен је и председник Председништва ЦК СКС.
Скупштина СР Србије је 6. маја 1974. усвојила Одлуку о организацији и раду Председништва СР Србије, према којој је мандат члана Председништва био четири године и нико није могао бити биран више од два пута. Мандат председника и потпредседника Председништва био је најпре четири, а потом годину дана. Чланови, председник и потпредседник Председништва бирани су на основу предлога Кандидационе комисије Републичке конференције Социјалистичког савеза радног народа Србије.
На истој седници на којој је усвојена одлука о организацији рада Председништва, изабрано је првих 11 чланова чиме је конституисано Председништво СР Србије. Први председник Председништва био је Драгослав Марковић, дотадашњи председник Скупштине СР Србије, а први потпредседник Милија Радовановић, председник Републичког одбора СУБНОР Србије. Поред њих, чланови првог Председништва били су – Спасенија Цана Бабовић, револуционарка и члан Савета федерације; Најдан Пашић, професор Факултета политичких наука; Петар Зечевић, директор Пољопривредног комбината „Београд“ и др.
Друго Председништво изабрано је 6. маја 1978, а његов председник био је Добривоје Видић, бивши амбасадор, а потпредседник Бранко Пешић, дотадашњи потпредседник Скупштине СФРЈ и ранији председник Скупштине града Београда (градоначелник). Чланови Председништва, поред њих били су између осталих — Драгомир Николић Аца, Радован Пантовић, Љубомир Петровић Мингеј, Ида Сабо и Бранислав Шкембаревић. Треће Председништво, чији је председник био Никола Љубичић, дотадашњи савезни секретар за народну одбрану СФРЈ, изабрано је 5. маја 1982. године. Потпредседник Председништва био је Радован Пантовић. Након два једногодишња мандата, Љубичића је Скупштина СР Србије изабрала за члана Председништва СФРЈ, а на месту председника га је 5. маја 1984. заменио Душан Чкребић, дотадашњи председник Председништва ЦК СК Србије. Како је Бранку Пешићу тада истекао мандат председника Скупштине, поново је изабран за члана Председништва и његовог потпредседника. На овој функцији остао је смрти 4. фебруара 1986. године.
Маја 1986. долази до смене генерација у руководству СР Србије и СК Србије. Дотадашњи председник Председништва ЦК СК Србије Иван Стамболић изабран је за председника Председништва СР Србије, а на његово место у Председништву ЦК СКС долази Слободан Милошевић, дотадашњи председник Градског комитета СК Београда. Поред Стамболића, у Председништво је 5. маја 1986. изабрана група млађих партијских руководилаца — дотадашњи председник Удружене Београдске банке Љубиша Игић, историчарка Љубинка Трговчевић, дугогодишњи директор Политике Вукоје Булатовић, дотадашњи председник Привредне коморе Србије Александар Митровић. Најстарији члан Председништва био је Зоран Пјанић (1922) ректор Универзитета у Београду, а једино су он и Вукоје Булатовић били учесници Народноослободилачког рата.
Политичка размимоилажења, која су се почетком 1987. појавила између Милошевића, председника Председништва ЦК СКС и Стамболића, председника Председништва СРС, око решавања друштвене, политичке, економске и кризе на Косову, кулминирала је септембра исте године на Осмој седници ЦК СКС. Иако је сам повод седнице било искључење из Централног комитета Драгише Павловића, смењеног председника Градског комитета СК Београда, она је у суштини представљала политички разлаз Милошевића и Стамболића и поделу партије на већинску Милошевићеву и мањинску Стамболићеву групу. Поражени Стамболић, остао је председник Председништва до 14. децембра 1987. када је смењен. За његову смену на седници Председништва гласали су Вукоје Булатовић, Александар Митровић, Зоран Пјанић, Светислав Божић и Љубиша Игић, као и Слободан Милошевић, који је као председник Председништва ЦК СКС био члан Председништва по положају. Против смењивања је гласала једино Љубинка Трговчевић, док су чланови из покрајина Радован Међедовић, Нандор Мајор, Шефћет Јашари били уздржани. Након смењивања, Стамболић је остао члан Председништва, све до фебруара 1988. када је одлуком Скупштине разрешен дужности. Пар месеци након тога, 3. октобра 1988. оставку на чланство у Председништву поднела је Љубинка Трговчевић.
Смењивањем Стамболића са места председника, вршилац дужности председника постао је тадашњи потпредседник Вукоје Булатовић, али је пар дана касније за новог члана Председништва изабран Петар Грачанин, генерал-пуковник и бивши начелник Генералштаба ЈНА, који је 22. децембра 1987. изабран за председника Председништва. Његов мандат потврђен је маја 1988, када је за потпредседника изабран Александар Митровић. Приликом формирања новог Савезног извршног већа, чији је председник постао Анте Марковић, марта 1989. двојица чланова Председништва су ушла у његов састав. Митровић је постао потпредседник СИВ, а Грачанин савезни секретар за унутрашње послове. Пошто је Грачанин био председник, Скупштина СР Србије донела је одлуку да председника Председништва до избора новог замењује Љубиша Игић. Маја 1989. на три упражњена места у Председништву (Стамболић, Трговчевић, Митровић) именовани су нови чланови — Слободан Милошевић, Мирослав Ђорђевић и Михаљ Кертес. На истој седници Милошевић је изабран за председника Председништва.
У циљу деполитизације југословенског друштва и постепеног укидања политичког монопола Савеза комуниста, Скупштина СФРЈ је 25. новембра 1988. усвојила амандмане на Устав СФРЈ којим је између осталог из састава Председништва СФРЈ искључен члан по положају, односно председник Председништва ЦК СКЈ. У складу са овом одлуком, приликом доношења амандмана на Устав СР Србије 28. марта 1989. извршена је измена састава Председништва СР Србије, које је по новим одредбама имало 7 чланова, као и два члана по положају (председници покрајинских председништава). Ове одредбе ступиле су на снагу избором новог сазива Председништва.
Иако је мандат Председништва трајао до маја 1990. услед новонастале политичке ситуације — припреме за Једанаести конгрес СКС (одржан у децембру) и Четрнаести ванредни конгрес СКЈ (одржан у јануару), криза на Косову, као и почетак процеса демократизације друштва и увођење плурализма, одлучено је да се изабере ново Председништво. Чланове новог Председништва бирала је Скупштина тајним гласањем, између више кандидата, које је предложила Кандидациона комисија ССРН, на основу предлога градских и општинских одбора, док је председник Председништва биран на непосредним изборима одржаним 12. новембра 1989. године. Поред Милошевића, који је убедљиво победио, кандидати су били Мирослав Ђорђевић, Михаљ Кертес и Зоран Пјанић. Након избора председника, ново Председништво је конституисано 5. децембра 1989, а његови чланови, поред Милошевића, били су — Јуриј Бајец, Слободан Вучетић, Александар Бакочевић, Скендер Карахода, Михаљ Кертес и Мирослав Ђорђевић. У складу са процесом демократизације друштва и укидања политичког монопола Савеза комуниста из састава Председништва, као члана по положају, искључен је председник Председништва ЦК СК Србије. Ово Председништво постојало је до одржавања првих вишепартијских избора у Србији, децембра 1990, односно до 11. јануара 1991. када је Слободан Милошевић ступио на функцију председника Републике Србије, која је установљена Уставом Србије, донетим септембра 1990. године.

## Списак председника Председништва
| председништво       | број | име и презиме | почетак мандата | крај мандата | напомена |
| ------------------- | --- | --- | --- | --- | --- |
| 1 мандат 1974—1978. | 1 | Драгослав Марковић | 6. мај 1974. | 5. мај 1978. | |
| 2 мандат 1978—1982. | 2 | Добривоје Видић | 5. мај 1978. | 5. мај 1982. | |
| 3 мандат 1982—1986. | 3 | Никола Љубичић | 5. мај 1982. | 5. мај 1983. | изабран на функцију члана Председништва СФРЈ из Србије |
| 3 мандат 1982—1986. | 3 | Никола Љубичић | 5. мај 1983. | 5. мај 1984. | изабран на функцију члана Председништва СФРЈ из Србије |
| 3 мандат 1982—1986. | 4 | Душан Чкребић | 5. мај 1984. | 8. мај 1985. | |
| 3 мандат 1982—1986. | 4 | Душан Чкребић | 8. мај 1985. | 6. мај 1986. | |
| 4 мандат 1986—1989. | 5 | Иван Стамболић | 6. мај 1986. | 5. мај 1987. | |
| 4 мандат 1986—1989. | 5 | Иван Стамболић | 5. мај 1987. | 14. децембар 1987. | смењен са функције |
| 4 мандат 1986—1989. | / | Вукоје Булатовић | 14. децембар 1987. | 22. децембар 1987. | вршилац дужности као потпредседник |
| 4 мандат 1986—1989. | 6 | Петар Грачанин | 22. децембар 1987. | 6. мај 1988. | изабран на функцију савезног секретара за унутрашње послове СФРЈ                                                                                              |
| 4 мандат 1986—1989. | 6 | Петар Грачанин | 6. мај 1988. | 20. март 1989. | изабран на функцију савезног секретара за унутрашње послове СФРЈ                                                                                              |
| 4 мандат 1986—1989. | / | Љубиша Игић | 20. март 1989. | 8. мај 1989. | вршилац дужности |
| 4 мандат 1986—1989. | 7 | Слободан Милошевић | 8. мај 1989. | 5. децембар 1989. | |
| 5 мандат 1989—1991. | 7 | Слободан Милошевић | 5. децембар 1989. | 11. јануар 1991. | изабран на непосредним изборима одржаним 12. новембра 1989.                                                                                                   |
| напомена            | Мандат Председништва био је 4 године, а мандат председника Председништва најпре четири (1974—1982), потом једну (1982—1988) и на крају две године (1988—1989) | Мандат Председништва био је 4 године, а мандат председника Председништва најпре четири (1974—1982), потом једну (1982—1988) и на крају две године (1988—1989) | Мандат Председништва био је 4 године, а мандат председника Председништва најпре четири (1974—1982), потом једну (1982—1988) и на крају две године (1988—1989) | Мандат Председништва био је 4 године, а мандат председника Председништва најпре четири (1974—1982), потом једну (1982—1988) и на крају две године (1988—1989) | Мандат Председништва био је 4 године, а мандат председника Председништва најпре четири (1974—1982), потом једну (1982—1988) и на крају две године (1988—1989) |

## Списак потпредседника Председништва
| председништво       | број | име и презиме | почетак мандата | крај мандата | напомена |
| ------------------- | --- | --- | --- | --- | --- |
| 1 мандат 1974—1978. | 1 | Милија Радовановић | 6. мај 1974. | 5. мај 1978. | |
| 2 мандат 1978—1982. | 2 | Бранко Пешић | 5. мај 1978. | 5. мај 1982. | |
| 3 мандат 1982—1986. | | | | | |
| 3                   | Радован Пантовић | 5. мај 1982. | 5. мај 1983. | | |
| 3                   | Радован Пантовић | 5. мај 1983. | 5. мај 1984. | | |
| 4                   | Бранко Пешић | 5. мај 1984. | 5. мај 1985. | преминуо на функцији | |
| 4                   | Бранко Пешић | 5. мај 1985. | 4. фебруар 1986. | преминуо на функцији | |
| 4 мандат 1986—1989. | | | | | |
| 5                   | Вукоје Булатовић | 6. мај 1986. | 5. мај 1987. | | |
| 5                   | Вукоје Булатовић | 5. мај 1987. | 6. мај 1988. | | |
| 6                   | Александар Митровић | 6. мај 1988. | 28. март 1989. | изабран за члана СИВ | |
| напомена            | Мандат Председништва био је 4 године, а мандат потпредседника Председништва најпре четири (1974—1982), потом једну (1982—1988) и на крају две године (1988—1989). У последњем мандату Председништва није биран потпредседник. | Мандат Председништва био је 4 године, а мандат потпредседника Председништва најпре четири (1974—1982), потом једну (1982—1988) и на крају две године (1988—1989). У последњем мандату Председништва није биран потпредседник. | Мандат Председништва био је 4 године, а мандат потпредседника Председништва најпре четири (1974—1982), потом једну (1982—1988) и на крају две године (1988—1989). У последњем мандату Председништва није биран потпредседник. | Мандат Председништва био је 4 године, а мандат потпредседника Председништва најпре четири (1974—1982), потом једну (1982—1988) и на крају две године (1988—1989). У последњем мандату Председништва није биран потпредседник. | Мандат Председништва био је 4 године, а мандат потпредседника Председништва најпре четири (1974—1982), потом једну (1982—1988) и на крају две године (1988—1989). У последњем мандату Председништва није биран потпредседник. |

## Чланови Председништва СР Србије

### 1974—1978.
| Председништво СР Србије изабрано 6. маја 1974. | Председништво СР Србије изабрано 6. маја 1974. | Председништво СР Србије изабрано 6. маја 1974. | Председништво СР Србије изабрано 6. маја 1974. |
| члан                                           | име и презиме                                  | функција                                       | напомена                                       |
| ---------------------------------------------- | ---------------------------------------------- | ---------------------------------------------- | ---------------------------------------------- |
| Чланови које је изабрала Скупштина             |                                                |                                                |                                                |
| 1                                              | Драгослав Марковић                             | председник 1974—1978.                          |                                                |
| 2                                              | Милија Радовановић                             | потпредседник 1974—1978.                       |                                                |
| 3                                              | Спасенија Цана Бабовић                         | члан                                           | преминула 17. децембра 1977.                   |
| 4                                              | Петар Зечевић                                  | члан                                           |                                                |
| 5                                              | Рајко Јечменица                                | члан                                           |                                                |
| 6                                              | Петар Јовановић                                | члан                                           |                                                |
| 7                                              | Најдан Пашић                                   | члан                                           |                                                |
| 8                                              | Љубомир Петровић Мингеј                        | члан                                           |                                                |
| 9                                              | Селмо Хашимбеговић                             | члан                                           |                                                |
| 10                                             | Александар Хорват                              | члан                                           |                                                |
| 11                                             | Бранислав Шкембаревић                          | члан                                           |                                                |
| Чланови по положају                            |                                                |                                                |                                                |
| 12                                             | Живан Васиљевић                                | председник Скупштине СР Србије                 |                                                |
| 13                                             | Тихомир Влашкалић                              | председник ЦК СК Србије                        |                                                |
| 14                                             | Радован Влајковић                              | председник Председништва САП Војводине         |                                                |
| 15                                             | Џавид Нимани                                   | председник Председништва САП Косова            |                                                |

      Изабрани члан
      Члан по положају

### 1978—1982.
| Председништво СР Србије изабрано 5. маја 1978. | Председништво СР Србије изабрано 5. маја 1978. | Председништво СР Србије изабрано 5. маја 1978. | Председништво СР Србије изабрано 5. маја 1978. |
| члан                                           | име и презиме                                  | функција                                       | напомена                                       |
| ---------------------------------------------- | ---------------------------------------------- | ---------------------------------------------- | ---------------------------------------------- |
| Чланови које је изабрала Скупштина             |                                                |                                                |                                                |
| 1                                              | Добривоје Видић                                | председник 1978—1982.                          |                                                |
| 2                                              | Бранко Пешић                                   | потпредседник 1978—1982.                       |                                                |
| 3                                              | Добривоје Бошковић                             | члан                                           |                                                |
| 4                                              | Рајко Јечменица                                | члан                                           |                                                |
| 5                                              | Ристо Јовановић                                | члан                                           |                                                |
| 6                                              | Драгомир Николић Аца                           | члан                                           |                                                |
| 7                                              | Радован Пантовић                               | члан                                           |                                                |
| 8                                              | Љубомир Петровић Мингеј                        | члан                                           |                                                |
| 9                                              | Ида Сабо                                       | члан                                           |                                                |
| 10                                             | Драгутин Тешић                                 | члан                                           |                                                |
| 11                                             | Бранислав Шкембаревић                          | члан                                           |                                                |
| Чланови по положају                            |                                                |                                                |                                                |
| 12                                             | Душан Чкребић                                  | председник Скупштине СР Србије                 |                                                |
| 13                                             | Тихомир Влашкалић                              | председник ЦК СК Србије                        |                                                |
| 14                                             | Радован Влајковић                              | председник Председништва САП Војводине         | од маја до новембра 1982.                      |
| 14                                             | Предраг Владисављевић                          | председник Председништва САП Војводине         | од маја до новембра 1982.                      |
| 15                                             | Џавид Нимани                                   | председник Председништва САП Косова            | од маја 1978. до августа 1981.                 |
| 15                                             | Али Шукрија                                    | председник Председништва САП Косова            | од августа 1981. до маја 1986.                 |

      Изабрани члан
      Члан по положају

### 1982—1986.
| Председништво СР Србије изабрано 5. маја 1982. | Председништво СР Србије изабрано 5. маја 1982. | Председништво СР Србије изабрано 5. маја 1982. | Председништво СР Србије изабрано 5. маја 1982.                           |
| члан                                           | име и презиме                                  | функција                                       | напомена                                                                 |
| ---------------------------------------------- | ---------------------------------------------- | ---------------------------------------------- | ------------------------------------------------------------------------ |
| Чланови које је изабрала Скупштина             |                                                |                                                |                                                                          |
| 1                                              | Никола Љубичић                                 | председник 1982—1984.                          | члан до маја 1984, када је изабран за члана Председништва СФРЈ из Србије |
| 1                                              | Душан Чкребић                                  | председник 1984—1986.                          | члан од 5. маја 1986.                                                    |
| 2                                              | Ристо Јовановић                                | члан                                           |                                                                          |
| 3                                              | Павле Кртенић                                  | члан                                           |                                                                          |
| 4                                              | Вељко Марковић                                 | члан                                           |                                                                          |
| 5                                              | Стојан Миленковић                              | члан                                           |                                                                          |
| 6                                              | Олга Николић                                   | члан                                           |                                                                          |
| 7                                              | Радован Пантовић                               | члан и потпредседник 1982—1984.                |                                                                          |
| 8                                              | Синан Сахити                                   | члан                                           |                                                                          |
| 9                                              | Виобран Станојевић                             | члан                                           |                                                                          |
| 10                                             | Драгутин Тешић                                 | члан                                           |                                                                          |
| 11                                             | Бранко Пешић                                   | члан и потпредседник 1984—1986.                | члан од 5. маја 1984. преминуо 4. фебруара 1986.                         |
| Чланови по положају                            |                                                |                                                |                                                                          |
| 12                                             | Душан Чкребић                                  | председник Председништва ЦК СК Србије          | од маја 1982. до маја 1984.                                              |
| 12                                             | Иван Стамболић                                 | председник Председништва ЦК СК Србије          | од маја 1984. до маја 1986.                                              |
| 13                                             | Данило Кекић                                   | председник Председништва САП Војводине         | од маја 1982. до маја 1983.                                              |
| 13                                             | Ђорђе Радосављевић                             | председник Председништва САП Војводине         | од маја 1983. до маја 1984.                                              |
| 13                                             | Нандор Мајор                                   | председник Председништва САП Војводине         | до маја 1984. до маја 1985.                                              |
| 13                                             | Предраг Владисављевић                          | председник Председништва САП Војводине         | од маја 1985. до маја 1986.                                              |
| 14                                             | Кољ Широка                                     | председник Председништва САП Косова            | од маја 1982. до маја 1983.                                              |
| 14                                             | Шефћет Јашари                                  | председник Председништва САП Косова            | од маја 1983. до маја 1984.                                              |
| 14                                             | Шефкет Небих Гаши                              | председник Председништва САП Косова            | од маја 1984. до маја 1985.                                              |
| 14                                             | Бранислав Шкембаревић                          | председник Председништва САП Косова            | од маја 1985. до маја 1986.                                              |

      Изабрани члан
      Члан по положају

### 1986—1989.
| Председништво СР Србије изабрано 6. маја 1986. | Председништво СР Србије изабрано 6. маја 1986. | Председништво СР Србије изабрано 6. маја 1986. | Председништво СР Србије изабрано 6. маја 1986.                                                                              |
| члан                                           | име и презиме                                  | функција                                       | напомена |
| ---------------------------------------------- | ---------------------------------------------- | ---------------------------------------------- | --- |
| Чланови које је изабрала Скупштина             |                                                |                                                | |
| 1                                              | Иван Стамболић                                 | члан и председник 1986—1987.                   | смењен са функције председника 14. децембра 1987, а разрешен дужности члана 18. фебруара 1988.                              |
| 1                                              | Мирослав Ђорђевић                              | члан                                           | за члана изабран 8. маја 1989.                                                                                              |
| 2                                              | Вукоје Булатовић                               | члан и потпредседник 1986—1988.                | |
| 3                                              | Светислав Божић                                | члан                                           | |
| 4                                              | Љубиша Игић                                    | члан и в.д. председник 1989.                   | |
| 5                                              | Шефћет Јашари                                  | члан                                           | |
| 6                                              | Вељко Марковић                                 | члан                                           | |
| 7                                              | Радован Међедовић                              | члан                                           | |
| 8                                              | Александар Митровић                            | члан и потпредседник 1988—1989.                | члан до 28. марта 1989. када је изабран за потпредседника Савезног извршног већа                                            |
| 8                                              | Слободан Милошевић                             | члан и председник 1989.                        | за члана изабран 8. маја 1989.                                                                                              |
| 9                                              | Љубинка Трговчевић                             | члан                                           | поднела оставку 3. октобра 1988, а разрешена функције 25. октобра 1988.                                                     |
| 9                                              | Михаљ Кертес                                   | члан                                           | за члана изабран 8. маја 1989.                                                                                              |
| 10                                             | Зоран Пјанић                                   | члан                                           | |
| 11                                             | Петар Грачанин                                 | члан и председник 1987—1989.                   | изабран за члана 22. децембра 1987; члан до 28. марта 1989. када је изабран за савезног секретара за унутрашње послове СФРЈ |
| Чланови по положају                            |                                                |                                                | |
| 12                                             | Слободан Милошевић                             | председник Председништва ЦК СК Србије          | од маја 1986. до маја 1988.                                                                                                 |
| 12                                             | Богдан Трифуновић                              | председник Председништва ЦК СК Србије          | од маја 1988. до 1989. |
| 13                                             | Ђорђе Радосављевић                             | председник Председништва САП Војводине         | од маја 1986. до маја 1988.                                                                                                 |
| 13                                             | Нандор Мајор                                   | председник Председништва САП Војводине         | од маја до октобра 1988. |
| 13                                             | Југослав Костић                                | председник Председништва САП Војводине         | од октобра 1988. до децембра 1989.                                                                                          |
| 14                                             | Бајрам Селани                                  | председник Председништва САП Косова            | од маја 1986. до маја 1988.                                                                                                 |
| 14                                             | Ремзи Кољгеци                                  | председник Председништва САП Косова            | од маја 1988. до априла 1989.                                                                                               |
| 14                                             | Хисен Кајдомчај                                | председник Председништва САП Косова            | од априла до децембра 1989.                                                                                                 |

      Изабрани члан
      Члан по положају

### 1989—1991.
| Председништво СР Србије изабрано 5. децембра 1989. | Председништво СР Србије изабрано 5. децембра 1989. | Председништво СР Србије изабрано 5. децембра 1989. | Председништво СР Србије изабрано 5. децембра 1989. |
| члан                                               | име и презиме                                      | функција                                           | напомена                                           |
| -------------------------------------------------- | -------------------------------------------------- | -------------------------------------------------- | -------------------------------------------------- |
| Председник изабран на непосредним изборима         |                                                    |                                                    |                                                    |
| 1                                                  | Слободан Милошевић                                 | председник 1989—1991.                              |                                                    |
| Чланови које је изабрала Скупштина                 |                                                    |                                                    |                                                    |
| 2                                                  | Александар Бакочевић                               | члан                                               |                                                    |
| 3                                                  | Јуриј Бајец                                        | члан                                               |                                                    |
| 4                                                  | Слободан Вучетић                                   | члан                                               |                                                    |
| 5                                                  | Мирослав Ђорђевић                                  | члан                                               |                                                    |
| 6                                                  | Скендер Карахода                                   | члан                                               |                                                    |
| 7                                                  | Михаљ Кертес                                       | члан                                               |                                                    |
| Чланови по положају                                |                                                    |                                                    |                                                    |
| 12                                                 | Југослав Костић                                    | председник Председништва САП Војводине             |                                                    |
| 13                                                 | Хисен Кајдомчај                                    | председник Председништва САП Косова                | члан до 18. марта 1991.                            |

      Изабрани члан
      Члан по положају